# Ida Nettleship
Ida Margaret Nettleship (Hampstead, 24 de enero de 1877 – París, 14 de marzo de 1907) fue una artista inglesa, fue la primera esposa del artista Augustus John.

## Biografía
Nettleship nació en Hampstead (Londres), la mayor de las tres hijas del pintor de animales John Trivett Nettleship y su esposa Adaline, más conocida como Ada Nettleship, modista e hija del otólogo James Hinton.
A la edad de 15 años, comenzó a estudiar en la Slade School of Art, donde estuvo hasta 1898 con Fred Brown, Henry Tonks y Wilson Steer. De sus compañeros de estudios, se hizo amiga de Gwen Salmond, Edna Clarke Hall, Gwen John, Bessie y Dorothy Salaman.[cita requerida] Se comprometió con el hermano de estas últimas, Clement Salaman, pero rompió con él en 1897 y viajó a Italia. Hizo a continuación un viaje a París en 1898, donde compartió piso con Gwen John y Gwen Salmond y estudió con James Whistler en la Académie Carmen.
Hacia el final de su periodo en Slade, conoció al hermano de Gwen, Augustus Edwin John, y se casaron el 24 de enero de 1901. Pasaron la luna de miel en Swanage e inicialmente alquilaron un piso en Fitzrovia, Londres, pero John pronto fue nombrado profesor temporal en la escuela de arte del Universidad de Liverpool. Permanecieron en Liverpool durante 18 meses, y fue allí donde nació el primero de sus cinco hijos, David Anthony Nettleship, en enero de 1902.[cita requerida] Más tarde se convirtió en músico y cartero. Un retrato de Ida realizado por John alrededor de 1901, durante su primer embarazo, puede verse en el Museo Nacional de Gales.
La familia se mudó a Londres en 1903, donde John cofundó la Chelsea Art School con William Orpen.[cita requerida] Su segundo hijo Caspar John nació en Londres en marzo de 1903; se convirtió en oficial de la Royal Navy, y finalmente ascendió al puesto de First Sea Lord.
Más tarde, en 1903, la vida de Nettleship con John se complicó cuando Dorelia McNeill se convirtió en modelo y amante de John. De 1903 a 1907, los tres vivieron juntos en un ménage à trois, primero en Matching Green en Essex y desde 1905 en París. Nettleship tuvo tres hijos más con John en rápida sucesión: Robin (nacido en 1904 en Essex), que se convirtió en lingüista; Edwin (nacido en 1905 en París), que se convirtió en boxeador y acuarelista; y Henry (nacido en 1907 en París), que se convirtió en filósofo religioso.[cita requerida] Durante este período, Dorelia también tuvo hijos con John, en 1905 y 1906.[cita requerida]
Dados los ingresos limitados de John y la familia en crecimiento, Nettleship finalmente dejó de pintar para cuidar a los niños y las tareas del hogar. Aunque encontraba esto tedioso y consideró dejar a John, no vivió lo suficiente para hacerlo. Murió de fiebre puerperal en París en 1907 después del nacimiento de su quinto hijo, Henry. Su madre organizó su cremación en el cementerio Père Lachaise,[cita requerida] y se llevó sus cenizas y a sus tres hijos mayores a Londres con ella.
John permaneció con Dorelia después de la muerte de Nettleship y criaron a los hijos de Nettleship.[cita requerida] A pesar de que Nettleship era la esposa de John, ama de llaves y madre de cinco de sus hijos, no hay una sola mención de Nettleship en Chiaroscuro, las memorias de John de 1952.
The Good Bohemian, una edición de las cartas de Nettleship, se publicó en 2017; editado por la nieta de John, Rebecca John, y el biógrafo de John, Michael Holroyd.